# 朱利奥·卡佩利
朱利奥·卡佩利（義大利語：Giulio Cappelli，1911年3月4日—1995年12月16日），意大利男子足球运动员，司职前锋。他曾代表意大利国家队参加1936年夏季奥林匹克运动会足球比赛，获得金牌。